# Propylenglykolmonometyleteracetat
Propylenglykolmonometyleteracetat (PGMEA) är estern av ättiksyra och propylenglykolmonometyleter (PGME), som i sin tur är en eter av propylenglykol. Det är en flyktig, antändbar vätska.

## Syntes
PGMEA framställs genom förestring av propylenglykolmonometyleter med ättiksyra.

## Användningsområden
PGMEA används som lösningsmedel för färger, tryckfärg, lack, coatings, samt rengöringsmedel vid graffitiborttagning. Det är även ett lösningsmedel för fotoresist inom elektronikindustrin. PGMEA tjänar som inert substans i kemiska bekämpningsmedel.

## Giftighet och farlighet
Efter förtäring hydrolyseras PGMEA snabbt till 2-metoxi-1-metyletylacetat (PMA), dess effekter är därför liknande PMA: Svagt irriterande för ögon och luftvägar samt avfettning av huden. Exponering för höga koncentrationer kan orsaka depression av centrala nervsystemet.